# 天主教伊爾庫茨克教區
天主教伊爾庫茨克教區，又稱伊爾庫茨克聖若瑟教區（拉丁語：Dioecesis Ircutscanus Sancti Iosephi），是羅馬天主教會以俄羅斯遠東地區（庫頁島除外）伊爾庫茨克為中心的一個教區。1999年建立宗座署理區。2002年2月11日升格為教區。屬莫斯科總教區。2011年，有52,900名教友，估轄區總人口0.4%。有39個堂區、44名司鐸、28名修士、63名修女。教區主教為西里爾·克里莫維茲。

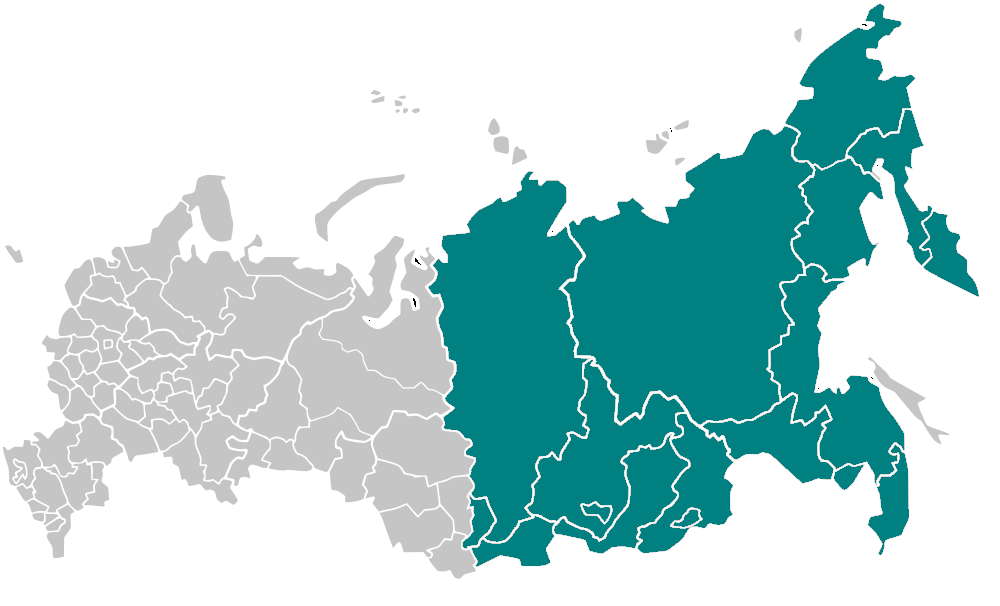
伊爾庫茨克教區管轄範圍圖